# Malgolo
Malgolo (Màlgol in noneso) è una frazione del comune di Romeno, nella provincia autonoma di Trento. Si trova al limite settentrionale della media Val di Non.

## Storia

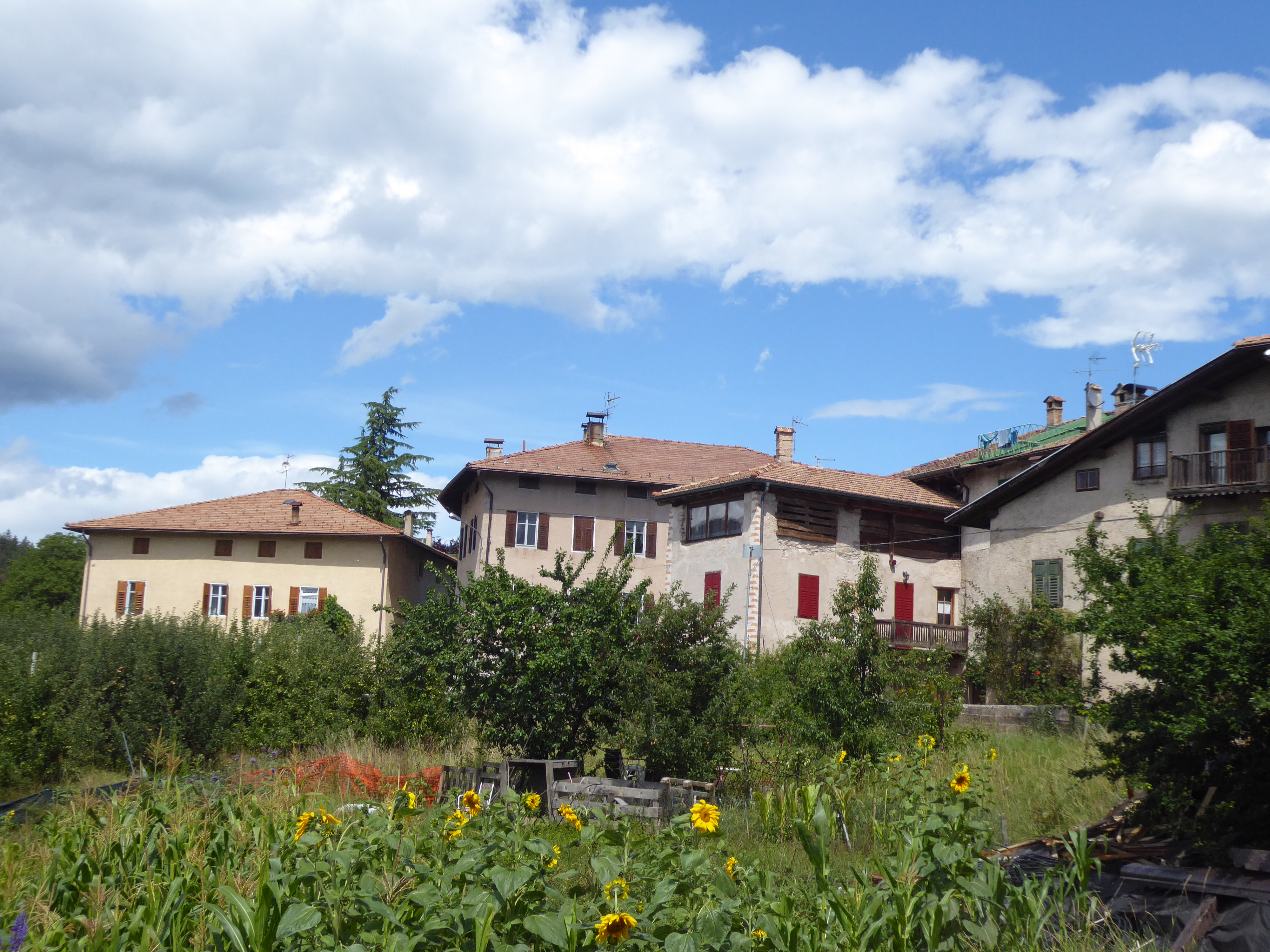
Scorcio

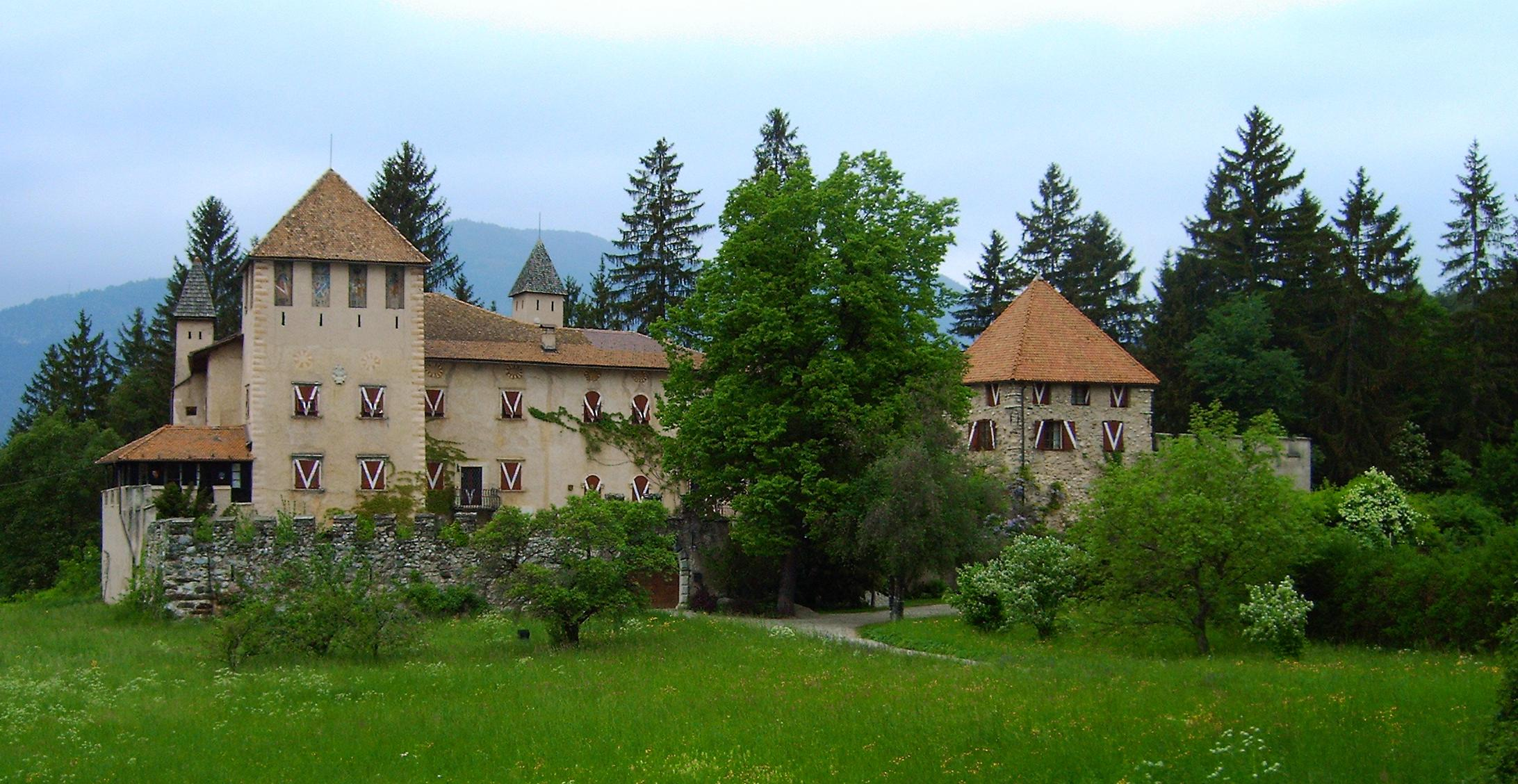
Castel Malgolo

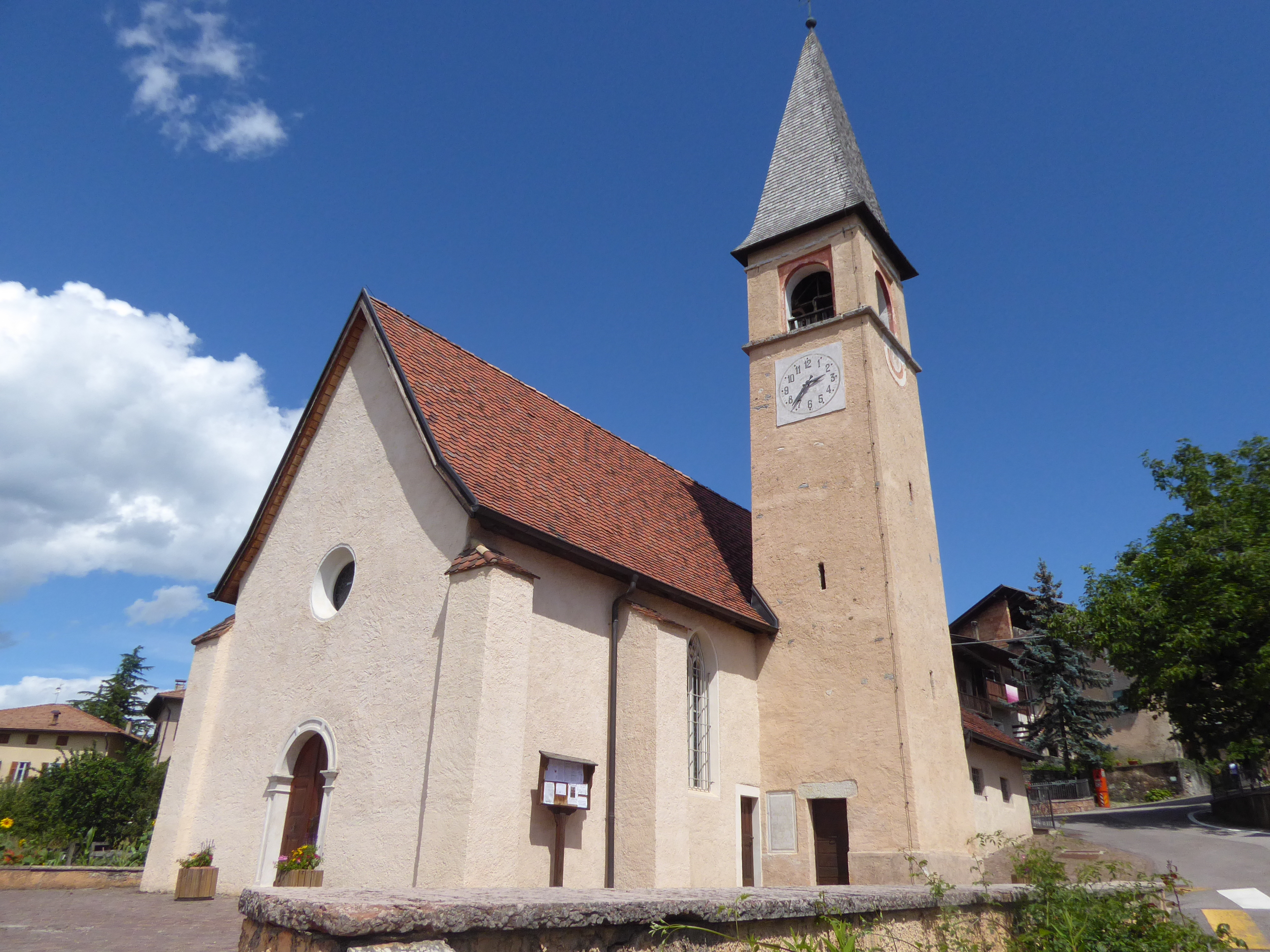
La chiesa di Santo Stefano

Il paese ha radici antiche, come dimostra la presenza del Castel Malgolo, realizzato nel XV secolo, ma sulla base di una preesistente casa fortezza dei signori di Coredo, citata già nel 1342, e dalla chiesa dedicata a S. Stefano, di poco precedente.
In tale data per alleanza matrimoniale passò alla nobile famiglia de Concini.
Malgolo fu a lungo legato alla pieve di Sanzeno.
Alla fine della prima guerra mondiale diventò capoluogo del comune di Salter-Malgolo, fino al 16 giugno 1928 quando la frazione di Salter fu distaccata e aggregata al comune di Romeno. Malgolo divenne dunque un comune indipendente, ma solo per alcuni mesi: il 27 novembre dello stesso anno fu soppresso e l'abitato venne aggregato a sua volta al comune di Romeno.

## Monumenti e luoghi d'interesse

### Architetture religiose
- Chiesa di Santo Stefano, eretta probabilmente nella prima metà del XIV secolo, citata dalle fonti nel 1345, anno della consacrazione.[6]

### Castelli
Poco fuori dal centro abitato, sulla strada che porta a Romeno, si trova Castel Malgolo.

## Economia
Malgolo ha, come tutta la valle di Non, vocazione turistica sia estiva che invernale, e agricola, con la coltivazione intensiva del melo.

## Infrastrutture e trasporti
Posta lungo la strada statale 43 dir della Val di Non Malgolo disponeva, fra il 1909 e il 1934, di una propria fermata lungo la Tranvia Dermulo-Fondo-Mendola.